# Kristelig Forening for Unge Menn-Kameratene Oslo Futsal 2012-2013
Questa voce raccoglie le informazioni riguardanti il Kristelig Forening for Unge Menn-Kameratene Oslo Futsal nelle competizioni ufficiali della stagione 2012-2013.

## Stagione
Il KFUM Oslo ha chiuso il campionato 2012-2013 al 3º posto. Per quanto concerne l'avventura nella Futsal Cup, la squadra è stata eliminata ai quarti di finale per mano del Grorud.

## Rosa
| N° | Naz.                | Ruolo | Sportivo               | Anno     |  |  |
| -- | ------------------- | ----- | ---------------------- | -------- |  |  |
|    | Norvegia (bandiera) | POR   | Stian DeWahl           | 19.11.88 |  |  |
|    | Norvegia (bandiera) | POR   | Sebastian Harung       | 06.01.82 |  |  |
|    | Norvegia (bandiera) | POR   | Mattis Nordahl         |          |  |  |
|    | Norvegia (bandiera) | DIF   | Fridjof Berg Kahrs     | 21.03.93 |  |  |
|    | Norvegia (bandiera) | DIF   | Marius Brevig          | 25.05.91 |  |  |
|    | Norvegia (bandiera) | DIF   | Tresor Egholm          | 03.09.82 |  |  |
|    | Norvegia (bandiera) | DIF   | Tom Nordheim           | 31.05.87 |  |  |
|    | Norvegia (bandiera) | DIF   | Thomas Sæther          | 25.09.84 |  |  |
|    | Norvegia (bandiera) | LAT   | Jonas Edvardsen        | 09.12.88 |  |  |
|    | Norvegia (bandiera) | LAT   | Espen Gulbrandsen      |          |  |  |
|    | Norvegia (bandiera) | LAT   | Erik Jonvik            | 29.12.90 |  |  |
|    | Norvegia (bandiera) | LAT   | Christoffer Kelle      | 13.03.96 |  |  |
|    | Norvegia (bandiera) | LAT   | Erlend Skaga           | 14.01.89 |  |  |
|    | Norvegia (bandiera) | LAT   | Matias Unsvåg          |          |  |  |
|    | Norvegia (bandiera) | LAT   | Cato Valøy             | 28.04.87 |  |  |
|    | Norvegia (bandiera) | LAT   | Morten Wermåker        | 21.01.90 |  |  |
|    | Norvegia (bandiera) | PIV   | Torstein Andersen Aase | 24.10.91 |  |  |
|    | Norvegia (bandiera) | PIV   | Ivan Andjic            |          |  |  |
|    | Norvegia (bandiera) | PIV   | Christoffer Dahl       | 08.01.84 |  |  |
|    | Norvegia (bandiera) | PIV   | Sindre Ek              | 29.03.90 |  |  |
|    | Norvegia (bandiera) | PIV   | Esben Rashid           | 21.04.91 |  |  |
|    | Norvegia (bandiera) | PIV   | Lars Røttingsnes       | 10.08.93 |  |  |
|    | Norvegia (bandiera) | PIV   | Stian Sortevik         | 17.07.88 |  |  |

## Risultati

### Eliteserie

#### Girone di andata
| Oslo 3 novembre 2012, ore 15:30 1ª giornata | KFUM Oslo | 5 – 3 referto | Nidaros | KFUM-Hallen\| Arbitro: \| Eidhammer \| |
| Arbitro:                                    | Eidhammer |               |         |                                        |

| Oslo 4 novembre 2012, ore 18:00 2ª giornata | KFUM Oslo | 9 – 1 referto | Nesjar | KFUM-Hallen\| Arbitro: \| Ølmheim \| |
| Arbitro:                                    | Ølmheim   |               |        |                                      |

| Oslo 22 novembre 2012, ore 19:15 3ª giornata | KFUM Oslo | 1 – 4 referto | Grorud | KFUM-Hallen\| Arbitro: \| Sandberg \| |
| Arbitro:                                     | Sandberg  |               |        |                                       |

| Larvik 1º dicembre 2012, ore 12:00 4ª giornata | Horten  | 5 – 4 referto | KFUM Oslo | Arena Larvik\| Arbitro: \| Ølmheim \| |
| Arbitro:                                       | Ølmheim |               |           |                                       |

| Larvik 2 dicembre 2012, ore 18:00 5ª giornata | Solør    | 5 – 5 referto | KFUM Oslo | Arena Larvik\| Arbitro: \| Sandberg \| |
| Arbitro:                                      | Sandberg |               |           |                                        |

| Bergen 15 dicembre 2012, ore 12:00 6ª giornata | Vadmyra  | 1 – 3 referto | KFUM Oslo | Vadmyrahallen\| Arbitro: \| Pedersen \| |
| Arbitro:                                       | Pedersen |               |           |                                         |

| Oslo 13 novembre 2012, ore 12:00 7ª giornata | KFUM Oslo | 12 – 2 referto | Kongsvinger | KFUM-Hallen\| Arbitro: \| Ølmheim \| |
| Arbitro:                                     | Ølmheim   |                |             |                                      |

| Stjørdal 5 gennaio 2013, ore 15:30 8ª giornata | KFUM Oslo | 2 – 6 referto | Tiller | Stjørdalshallen\| Arbitro: \| Krokdal \| |
| Arbitro:                                       | Krokdal   |               |        |                                          |

| Stjørdal 6 gennaio 2013, ore 18:00 9ª giornata | KFUM Oslo | 2 – 0 referto | Vegakameratene | Stjørdalshallen\| Arbitro: \| Krokdal \| |
| Arbitro:                                       | Krokdal   |               |                |                                          |

#### Girone di ritorno
| Fyllingsdalen 2 febbraio 2013, ore 15:30 10ª giornata | Nidaros    | 0 – 5 referto | KFUM Oslo | Framohallen A\| Arbitro: \| Schjølberg \| |
| Arbitro:                                              | Schjølberg |               |           |                                           |

| Fyllingsdalen 3 febbraio 2013, ore 16:15 11ª giornata | Nesjar | 1 – 2 referto | KFUM Oslo | Framohallen A\| Arbitro: \| Tvedt \| |
| Arbitro:                                              | Tvedt  |               |           |                                      |

| Oslo 20 febbraio 2013, ore 21:00 12ª giornata | Grorud    | 5 – 5 referto | KFUM Oslo | Furuset Forum\| Arbitro: \| Eidhammer \| |
| Arbitro:                                      | Eidhammer |               |           |                                          |

| Oslo 16 febbraio 2013, ore 15:30 13ª giornata | KFUM Oslo | 2 – 4 referto | Horten | KFUM-Hallen\| Arbitro: \| Sandberg \| |
| Arbitro:                                      | Sandberg  |               |        |                                       |

| Oslo 17 febbraio 2013, ore 18:00 14ª giornata | KFUM Oslo | 6 – 4 referto | Solør | KFUM-Hallen\| Arbitro: \| Ølmheim \| |
| Arbitro:                                      | Ølmheim   |               |       |                                      |

| Helgeroa 3 marzo 2013, ore 12:30 15ª giornata | KFUM Oslo | 3 – 3 referto | Vadmyra | Nesjarhallen\| Arbitro: \| Eidhammer \| |
| Arbitro:                                      | Eidhammer |               |         |                                         |

| Kongsvinger 10 marzo 2013, ore 16:15 16ª giornata | Kongsvinger | 1 – 4 referto | KFUM Oslo | Tråstadhallen\| Arbitro: \| Sandberg \| |
| Arbitro:                                          | Sandberg    |               |           |                                         |

| Stjørdal 16 marzo 2013, ore 17:15 17ª giornata | Tiller  | 4 – 5 referto | KFUM Oslo | Stjørdalshallen\| Arbitro: \| Iversen \| |
| Arbitro:                                       | Iversen |               |           |                                          |

| Stjørdal 17 marzo 2013, ore 14:30 18ª giornata | Vegakameratene | 6 – 1 referto | KFUM Oslo | Stjørdalshallen\| Arbitro: \| Hanssen \| |
| Arbitro:                                       | Hanssen        |               |           |                                          |

### Futsal Cup
| Oslo 19 gennaio 2013, ore 11:00 Quarti di finale | Grorud       | 7 – 6 (d.t.s.) referto | KFUM Oslo | KFUM-Hallen\| Arbitro: \| Rafiq (Oslo) \| |
| Arbitro:                                         | Rafiq (Oslo) |                        |           |                                           |